# Santa Maria de les Neus
Santa Maria de les Neus és una església del municipi del Port de la Selva inclosa en l'Inventari del Patrimoni Arquitectònic de Catalunya.

## Descripció
Situada al bell mig del nucli urbà de la població del Port de la Selva, ocupant l'illa delimitada per la plaça de l'Església i els carrers la Costa, Ginesteres i la Vall de Santa Creu, juntament amb altres habitatges.
Església d'una sola nau amb capelles laterals entre els contraforts i absis poligonal de tres cares capçat a llevant. Presenta un cos rectangular a manera de creuer que connecta la nau central amb la zona del presbiteri. El parament d'aquest braços és de pedra. La nau està coberta per una volta de canó separada en quatre crugies per diversos arcs torals i decorada amb llunetes. Es recolza damunt d'una cornisa motllurada de la que neixen pilastres adossades amb capitells motllurats integrats a la mateixa cornisa. Les capelles laterals presenten voltes d'arestes i s'obren a la nau mitjançant arcs de mig punt amb impostes motllurades. L'absis, que romania inacabat, ha estat restaurat fa pocs anys amb un parament de maons i una coberta de nova construcció. Als peus del temple hi ha el cor, sostingut mitjançant una gran volta rebaixada d'arestes. Destaca la capella de la Mare de Déu del Carme, la primera de la banda de tramuntana del temple. Pel que fa a les obertures que il·luminen l'interior destaca el gran finestral de mig punt decorat amb vitralls de colors situat a la zona de l'absis. La façana principal o frontis presenta un portal d'arc rebaixat adovellat al qual s'accedeix mitjançant tres graons. Damunt seu hi ha un rosetó d'obertura octogonal emmarcat en pedra i motllurat. La façana està rematada per un coronament motllurat amb sinuositats decoratives. Al costat septentrional del frontis, sobre l'angle sud-oest de l'edifici, es dreça el campanar, de planta quadrada amb una obertura d'arc de mig punt a cada un dels paraments. El coronament presenta un emmerletat ornamental i dos arcs encreuats a manera de coberta.
La construcció està bastida amb rebles de pissarra lligats amb morter. La façana principal està arrebossada i emblanquinada, de la mateixa manera que l'interior del temple.
Adossada a la banda de migdia del temple hi ha l'antiga rectoria. Es tracta d'un edifici de planta rectangular amb un petit pati davanter i un porxo situat davant l'accés principal, obert a l'exterior mitjançant un arc de mig punt arrebossat i emblanquinat. Presenta un carreu de pedra esculpit damunt de l'arcada, amb la representació de la mà de Déu beneint.
Destaca per la seva antiguitat la imatge de Sant Pere, d'estil gòtic de pedra policromada salvada de l'espoli del Monestir i que es data al S.XV. A les altres capelles hi ha la Mare de Déu de les Neus, patrona del Port de la Selva, una imatge de la Mare de Déu del Roser, i a la capella de la Mare de Déu del Carme, patrona dels pescadors, hi ha una preciosa col·lecció de beneiteres donada pel matrimoni Sagarra i Trias. A l'Altar Major, un Crist de ferro presideix el temple, obra de l'escultor de Cadaqués, Demetri Kontos.

## Història
La vila del Port de la Selva va néixer a conseqüència de la minva del perill de la pirateria en el lloc on abans només hi havia unes barraques - o botigues - de pescadors de la Selva de Mar (cap administratiu durant molt temps de la rodalia). El 1714 hi ha notícia d'un president de la junta d'obres del futur temple de Santa Maria de les Neus del port; el 1716 els veïns demanaren al bisbe llicència per bastir l'església i que un cop bastida es convertís en parròquia independent. Pels volts del 1727 es començava a edificar la primera església del Port, que no és l'actual ni era situada el mateix lloc. N'hi ha vestigis integrats a l'edifici com la Casa de l'Església Vella, casa particular (fitxa a part). El 1728, en una visita pastoral, el bisbe Copons concedí permís per pescar les nits per a la construcció del nou temple que fou beneït l'any 1741. Tanmateix, el 1742 en una visita del bisbe Bastero hom li demanava permís per aixecar una església nova puix que la que tenien era massa allunyada del nucli de població, en indret batut per la tramuntana, amb un camí fangós en temps de pluja i en un pendent que feia filtrar les aigües de pluja per les parets. Fruit d'aquest problemes fou l'inici de les obres de la nova església de Sta. Maria de les Neus, que és l'actual amb la col·locació de la primera pedra l'any 1744. El 1748 quan el temple era en construcció, els veïns de la Selva de Mar, tement els intents de segregació parroquial del Port destruïren, a la nit, l'obra que s'havia aixecat durant el dia. Alguns documents de l'època informen dels judicis que se'n seguiren. El 1763 Francesc de Guanter, abat de Sant Pere de Rodes, consagrà l'altar del Sant Crist de la nova església que encara no era acabada. Els anys 1771-1772 s'hi feien diversos treballs, però llavors l'edifici devia estar força enllestit. El Port de la Selva aconseguí la independència municipal el 1787, però no succeí així en l'aspecte religiós; la seva església continua essent sufragània de la parroquial de la Selva de Mar fins a l'any 1926 que, en produir-se una reestructuració de la diòcesi, fou erigida en parròquia independent i en passaren a dependre les esglésies de la Vall de Santa Creu i de Sant Baldiri de Taballera. El 1944 el bisbe de Girona inaugurà la reconstrucció de la postguerra, i el 1962 es reinaugurà l'ampliació i modernització.